# Better Off Alone
Better Off Alone (em português: Melhor só) é uma canção do grupo holandês de eurotrance Alice Deejay, lançado em 1999 como o single de estreia do grupo e de seu primeiro álbum, Who Needs Guitars Anyway?. A canção ficou em 1° lugar na Escócia e no Canadá, enquanto alcançou o top 5 na Austrália, Irlanda, Noruega, Suécia e Reino Unido, além de alcançar a posição de número 27 na Billboard Hot 100. Além disso, a canção vendeu mais de 600.000 cópias no Reino Unido e se tornou um dos singles mais vendidos do país em 1999, apesar da edição para rádio não estar no lançamento comercial do CD. A canção estava entre os 100 singles mais vendidos na Austrália em 2000, conforme compilado pela Australian Recording Industry Association.
Na pós-produção de Better Off Alone, Sebastiaan Molijn afirmou ter inventado a letra "Do you think you're better off alone?" depois que seu parceiro romântico o deixou. Molijn afirmou que "comecei a cantarolar a melodia vocal enquanto a faixa estava tocando e decidimos adicionar os vocais. Isso tornou a emoção da música o mais real possível". Mais tarde, foi escalada Judith Pronk como cantora para as composições da música Alice Deejay.
A música foi inicialmente recebida com passividade por alguns críticos. A Entertainment Weekly deu à música uma classificação B, descrevendo a música como tendo "resultados cativantes e descartáveis" com "letras quase imperceptíveis". O "Daily Record" elogiou seu "ótimo vocal e uma batida techno forte". Meagan Garvey da MTV referiu a música como um exemplo de "Nostalgia Eurodance" e que o status de culto da música é "principalmente retroativo". Meagan afirmou que canções como "Better Off Alone" "deixaram você com uma sensação de dor, como se algo não tivesse sido dito. A corrente de melancolia parecia mais com faixas de meados dos anos 90, como "Where Do You" de La Bouche Go ou "What Is Love" de Haddaway, faixas de dance construídas em torno de questões irrespondíveis".
Em 2017, o cientista de computação "Colin Morris" analisou a repetitividade das letras de 15.000 hits da Billboard Hot 100, com base em algoritmos de compressão. "Better Off Alone" foi considerada a mais repetitiva das canções analisadas dos anos 2000, e a décima quinta no geral.

## Faixas
UK Promo CD single (Positiva) CDTIVDJ-113
1. Better Off Alone (Radio Edit) (3:38)
2. Better Off Alone (UK Short Cut) (2:54)

UK CD Maxi-single (Positiva) CDTIV-113
1. Better off Alone (Vocal Club Mix) (6:44)
2. Better off Alone (Signum Remix) (6:21)
3. Better off Alone (DJ Jam X And De Leon's Dumonde Remix) (6:42)

UK 12-inch vinyl (Positiva) 12TIV-113
- A1: Better Off Alone (Vocal Club Mix) (6:36)
- A2: Better Off Alone (Signum Remix) (6:21)
- B1: Better Off Alone (DJ Jam X And De Leon's DuMonde Mix) (6:42)

UK 12-inch promo vinyl (Positiva) 12TIVDJ-113
- A1: Better Off Alone (Vocal Club Mix)
- A2: Better Off Alone (Mark Van Dale With Enrico Remix)

UK cassette single (Positiva) TCTIV-113
- A1: Better Off Alone (UK Short Cut) (2:53)
- A2: Better Off Alone (Vocal Club Mix) (6:36)
- A3: Better Off Alone (Pronti & Kalmani Vocal Remix) (7:04)
- B1: Better Off Alone (UK Short Cut) (2:53)
- B2: Better Off Alone (Vocal Club Mix) (6:36)
- B3: Better Off Alone (Pronti & Kalmani Vocal Remix) (7:04)

Scandinavia CD single (Jive) 0580292
1. Better Off Alone (Radio Edit) (3:36)
2. Better Off Alone (Vocal Clubmix) (6:36)

Scandinavia CD Maxi-single (Jive) 0523562
1. Better Off Alone (Radio Edit) (3:36)
2. Better Off Alone (Vocal Clubmix) (6:36)
3. Better Off Alone (Signum Rmx) (7:46)
4. Better Off Alone (Pronti + Kalmani Vocal Rmx) (7:04)
5. Better Off Alone (Pronti + Kalmani Club Dub) (6:46)
6. Better Off Alone (Mark Van Dale With Enrico Rmx) (9:27)

Australia & New Zealand CD single (X-Over) XOVER017
1. Better Off Alone (Radio Edit) (3:36)
2. Better Off Alone (Vocal Club Mix) (6:53)
3. Better Off Alone (Signum RMX) (7:46)
4. Better Off Alone (Pronti & Kalmani Vocal Remix) (7:04)
5. Better Off Alone (Pronti & Kalmani Club Dub) (6:46)
6. Better Off Alone (Mark Van Dale With Enrico Remix) (9:27)

France CD single (Hot Tracks) SHT 3468-1
1. Better Off Alone (Radio Edit) (3:36)
2. Better Off Alone (Pronti & Kalmani Vocal Remix) (7:06)

Italy CD Maxi-single (Time Records) TIME 151
1. Better Off Alone (Radio Edit) (3:36)
2. Better Off Alone (Vocal Club Mix) (6:36)
3. Better Off Alone (Pronti & Kalmani Vocal Remix) (7:04)
4. Better Off Alone (Mark Van Dale with Enrico Remix) (9:27)

Italy 12-inch vinyl (Time Records) TIME 151
- A1: Better Off Alone (Radio Edit) (3:36)
- A2: Better Off Alone (Vocal Club Mix) (6:36)
- B1: Better Off Alone (Pronti & Kalmani Vocal Remix) (7:04)
- B2: Better Off Alone (Marc Van Dale With Enrico Remix) (9:27)

Spain 12-inch vinyl (Vale Music) VLMX 0295
- A1: Better Off Alone (Vocal Club Mix) (6:51)
- A2: Better Off Alone (Pronti & Kalmani Vocal Rmx) (7:04)
- B1: Better Off Alone (Marc Van Dale with Enrico Rmx) (9:26)
- B2: Better Off Alone (Signum Rmx) (7:46)

Spain CD Maxi-single (Vale Music) VCDX 295
1. Better Off Alone (Radio Edit) (3:35)
2. Better Off Alone (Vocal Club Mix) (6:51)
3. Better Off Alone (Pronti & Kalmani Vocal Remix) (7:04)
4. Better Off Alone (Pronti & Kalmani Club Dub) (6:50)
5. Better Off Alone (Signum Remix) (7:46)
6. Better Off Alone (Mark Van Dale with Enrico Remix) (9:27)

Netherlands CD Maxi-single (Violent Music BV) 0523562
1. Better Off Alone (Radio Edit) (3:36)
2. Better Off Alone (Vocal Club Mix) (6:36)
3. Better Off Alone (Signum Remix) (7:46)
4. Better Off Alone (Pronti & Kalmani Vocal Remix) (7:04)
5. Better Off Alone (Pronti & Kalmani Club Dub) (6:46)
6. Better Off Alone (Mark Van Dale with Enrico Remix) (9:27)

Canada CD Maxi-single (ISBA) ISB-SI-7021
1. Better Off Alone (Radio Edit) (3:38)
2. Better Off Alone (Vocal Clubmix) (6:53)
3. Better Off Alone (Signum RMX) (7:49)
4. Better Off Alone (Pronti & Kalmani Vocal RMX) (7:07)
5. Better Off Alone (Pronti & Kalmani Club Dub) (6:52)
6. Better Off Alone (Mark Van Dale with Enrico RMX) (9:28)

Germany 12-inch promo (Remixes) (Orbit Records) B927118-01
- A1: Better Off Alone (DJ Jam X & De Leon's DuMonde Remix) (6:42)
- B1: Better Off Alone (Signum Remix) (6:21)

## Desempenho nas tabelas musicais
| Parada (1999)                            | Posição alcançada |
| ---------------------------------------- | ----------------- |
| UK Singles Charts                        | 2                 |
| U.S. Billboard Hot 100                   | 27                |
| U.S. Billboard Hot Dance Music/Club Play | 3                 |
| Canadian Hot 100                         | 2                 |

### Desempenho em outras paradas
| Parada (1998–2000)                             | Melhor posição |
| ---------------------------------------------- | -------------- |
| Austrália (ARIA)                               | 4              |
| Canadá (Nielsen SoundScan)                     | 2              |
| Finlândia (Suomen virallinen lista)            | 16             |
| França (SNEP)                                  | 6              |
| O campo songid é OBRIGATÓRIO PARA PARADA ALEMÃ | 32             |
| Irlanda (IRMA)                                 | 3              |
| Itália (FIMI)                                  | 17             |
| Países Baixos (Dutch Top 40)                   | 9              |
| Nova Zelândia (Recorded Music NZ)              | 11             |
| Noruega (VG-lista)                             | 3              |
| Suécia (Sverigetopplistan)                     | 5              |
| Suíça (Schweizer Hitparade)                    | 28             |
| Reino Unido (UK Singles Chart)                 | 2              |
| Estados Unidos Billboard Hot 100               | 27             |
| US Billboard Pop Songs                         | 20             |
| US Billboard Hot Dance Club Songs              | 3              |

| Parada de fim de ano (2000) | Posição |
| --------------------------- | ------- |
| US Billboard Hot 100        | 88      |

## Versões Cover
Em 2007, Paulson, um grupo de Rock da Nova Jersey, liberou uma versão da música no álbum Calling On You EP.
Em janeiro de 2008, Wiz Khalifa, um rapper de Pittsburgh, utilizou a parte instrumental da música para seu single Say Yeah.